# العادل یکم
عادل یکم (عربی: العادل؛ ژوئن ۱۱۴۵ – اوت ۱۲۱۸)، حاکم مصر و مناطق کردنشین سوریه، برادر و یکی از فرماندهان سپاه صلاح‌الدین ایوبی طی جنگ صلیبی دوم و جنگ حطین بود.

## زندگی نخستین
العادل پسر نجم‌الدین ایوبی و برادر کوچک صلاح‌الدین ایوبی بود. او در ژوئن ۱۱۴۵ میلادی در دمشق متولد شد. او در ابتدا به عنوان افسر نظامی در ارتش نورالدین زنگی خدمت می کرد و در جریان سومین لشکرکشی عمویش شیرکوه به مصر به درجه ممتازی رسید. پس از مرگ نورالدین در سال ۱۱۷۴ از جانب صلاح الذین بر مصر حکومت می کرد و منابع کشور را برای حمایت از برادرش در سوریه می فرستاد. او سپس به عنوان فرماندار حلب برگزیده شد اما در طول جنگ صلیبی سوم به مصر بازگشت.